# Poolse Onafhankelijkheidsdag

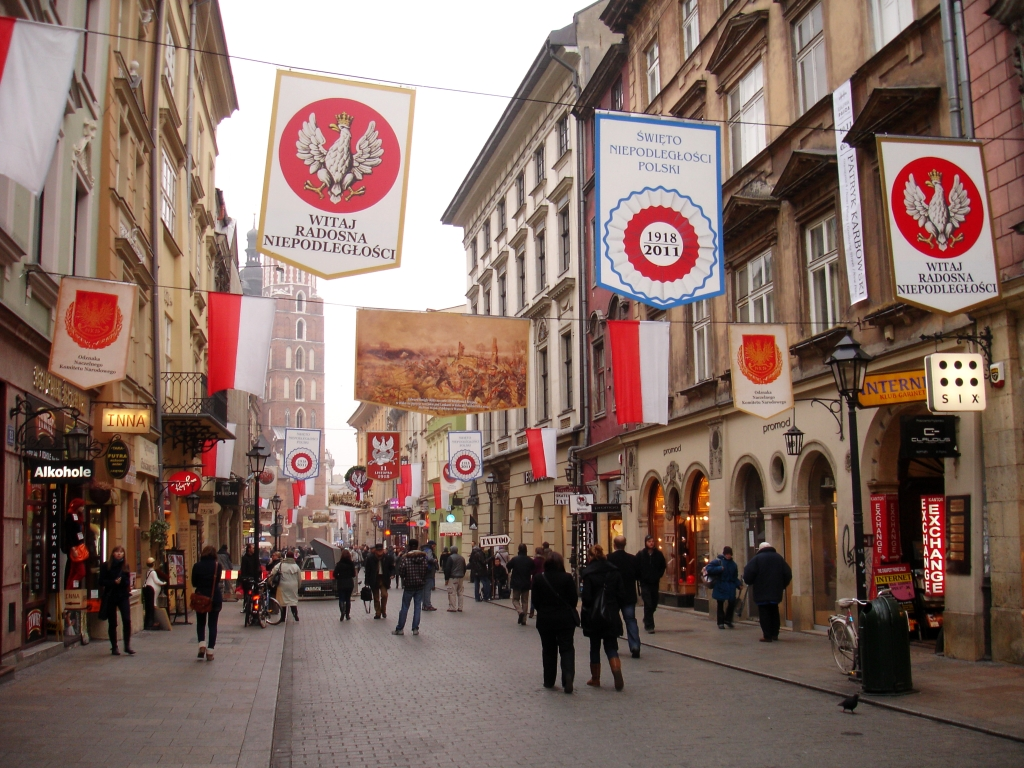
Vlaggen in de straten van Krakau op de Poolse Onafhankelijkheidsdag in 2011.

De Poolse Onafhankelijkheidsdag (Pools: Święto Niepodległości) is een feestdag waarmee jaarlijks op 11 november wordt gevierd dat Polen in 1918 weer een soevereine staat werd. Sinds de Poolse delingen van de achttiende eeuw had Polen opgehouden te bestaan en was het grondgebied verdeeld tussen Oostenrijk, Pruisen en Rusland. Op 11 november 1918 riep Józef Piłsudski de hernieuwde onafhankelijkheid van Polen uit en werd onder zijn leiding de zogenoemde Tweede Poolse Republiek gesticht. De Poolse Onafhankelijkheidsdag werd in 1937 als nationale feestdag ingevoerd en twee keer gevierd voor de Tweede Wereldoorlog uitbrak. In de communistische periode van Polen, ten tijde van de Volksrepubliek Polen (1944-1989), werd deze feestdag jaarlijks op 22 juli gevierd. Op 22 juli 1944 publiceerde het Pools Comité van Nationale Bevrijding namelijk zijn manifest. In 1989 werd deze feestdag heringevoerd op deze datum.